# 東久留米市立滝山小学校
東久留米市立滝山小学校（ひがしくるめしりつ たきやましょうがっこう）は、かつて東京都東久留米市滝山4丁目に所在した公立小学校。

## 概要
2003年度末（2004年3月31日）をもって閉校、翌2004年度（2004年4月1日）付で、同校の学区は以下の2校に再編された。
1. 滝山4丁目 → 東久留米市立第九小学校[1]
2. 滝山5丁目 → 東久留米市立第九小学校（第七小学校への変更承認区域）[1]
3. 滝山6丁目1街区 → 東久留米市立第七小学校（第九小学校への変更承認区域）[1]

## 閉校後の施設活用
閉校後の跡地には、同校の校舎と校庭を活用し、東久留米市の健康コミュニティ施設「わくわく健康プラザ」（東久留米市滝山4丁目3-14）が、2006年（平成18年）に開設された。「わくわく健康プラザ」の敷地内には、旧滝山小学校校歌の歌碑が設置されている。